# Augusta (Michigan)
Augusta é uma vila localizada no estado americano de Michigan, no Condado de Kalamazoo.

## Demografia
Segundo o censo americano de 2000, a sua população era de 899 habitantes. 
Em 2006, foi estimada uma população de 848, um decréscimo de 51 (-5.7%).

## Geografia
De acordo com o United States Census Bureau tem uma área de 
2,4 km², dos quais 2,4 km² cobertos por terra e 0,0 km² cobertos por água.

## Localidades na vizinhança
O diagrama seguinte representa as localidades num raio de 12 km ao redor de Augusta. 